# جون توماس لويس برستون
جون توماس لويس برستون (بالإنجليزية: John Thomas Lewis Preston) هو ضابط أمريكي، ولد في 25 أبريل 1811 في كسينغتون في الولايات المتحدة، وتوفي بنفس المكان في 15 يوليو 1890.